# 신조번
신조 번(일본어: 新庄藩 신조한[*])은 일본 에도 시대의 번으로, 데와노쿠니 모가미군 일대와 무라야마 군 일부를 통치한 번이다. 번주 가문은 도자와씨이며, 번청은 신조 성이다.

## 번의 역사
도자와 가문은 간무 헤이시의 명문으로, 센고쿠 시대에는 데와노쿠니 가쿠노다테에 할거하고 있던 영주였다. 용장인 도자와 모리야스 대에 이르러 서서히 세력을 키워갔지만, 모리야스는 오다와라 정벌에 참여한 직후 병으로 쓰러져 24세의 나이로 사망했다. 그 뒤를 이은 아들 도자와 마사모리는 세키가하라 전투에서 동군 편에 섰다가, 가까스로 존속을 허락받고 대신 히타치 마쓰오카 번으로 전봉되었다. 그 후 겐나 8년(1622년), 야마가타번주 모가미 요시토시가 가문 내 소동으로 인해 영지를 몰수당하면서, 마사모리는 그 뒤를 이어 영지 6만 석을 받아 신조 번을 세우게 되었다. 당초에는 모가미 가문의 가신 사케노베 가문의 거점인 사케노베 성을 거성으로 하였으나, 신조 성을 수축하고 이곳을 본거지로 삼았다. 마사모시는 번의 기초를 확립하기 위해 농지 개간, 광산 개발, 시장 개혁 등을 추진했고, 3년 뒤에는 영지 내 실제 수확량이 6만 석에서 6만 8200석으로 증가했다.
게이안 3년(1650년), 마사모리 사후 도자와 마사노부가 그 뒤를 이었다. 마사노부의 60년에 걸친 긴 통치 동안 번의 정치는 안정되었고, 조카마치 완성, 영지 총조사, 공조체제 개선, 구라마이제 등의 개혁이 시행되어 신조 번은 전성기를 맞이했다. 쌀 수입은 겐로쿠 13년에는 13만 200여 가마니, 인구는 겐로쿠 16년에 5만 8천에 달했다. 하지만 마사노부의 통치 말기에 방만한 재정으로 인하여 번 재정이 악화되었고, 3대 번주 도자와 마사쓰네는 이를 타개하고자 검약령을 내리고, 지방 정비 등의 개혁을 시행했으나 그다지 효과는 없었다. 그리고 호레키, 덴메이, 덴포 연간의 기근이 발생함에 따라 연공 수수도 격감하여, 번 재정은 파탄 직전에 이르렀다. 이무렵 번의 부채는 번의 3, 4년분 수입에 달했고, 인구도 4만 5천으로 줄어들었다.
이에 역대 번주들, 특히 5대 번주 도자와 마사노부와 10대 번주 도자와 마사요시는 재정 재건을 위한 개혁을 시도하였으나, 마사노부의 개혁은 효과를 보지 못하였고, 마사요시는 재위 4년 만에 급사하면서, 둘 다 실패로 돌아갔다. 하지만 마사요시 시대의 가로 요시타카 가게유가 마사요시의 유지를 이어받아 긴축재정, 세제개혁, 양잠 장려, 농지 개간 등을 주로 하여 개혁을 시행한 결과, 번 재정은 재건될 수 있었다.
게이오 4년(1868년) 보신 전쟁에서는 개전 초기인 4월에 신정부군 측 오우 진무군이 신조에 들어왔기 때문에, 이들과 함께 쇼나이번 영지인 기요카와에 쳐들어갔으나 참패했다. 그리고 그해 오우에쓰 열번동맹에 가입하여 쇼나이 번과 협력해 신정부군을 압도했지만, 신조 번 북쪽에 있던 구보타 번 (데와노쿠니)가 신정부 측으로 돌아선 것에 동조하여 동맹을 이탈했다. 이탈 당시 신정부군은 신조 번 영지를 침공하려 하였고, 쇼나이 번 등 동맹군은 이에 맞서 방어를 하던 중이었다. 이에 격분한 쇼나이 번은 신조 번을 공격하여, 신조 성을 함락시켰다. 번주 도자와 마사자네는 구보타 번으로 피신하였고, 이후 신조 번은 신정부군이 반격하기까지 70일 동안 쇼나이 번에 의해 점령되었다. 메이지 2년(1869년), 신정부 측으로 돌아서서 신정부군의 우위 상황을 만들어낸 공적에 대한 상으로 영지 1만 5천 석이 추가되었다. 하지만 그해 6월 판적봉환으로 마사자네는 번지사가 되었고, 메이지 4년(1871년) 폐번치현으로 신조 번은 폐지되어 신조 현이 되었다. 그해 9월 신조 현은 야마가타현으로 편입되었다.

## 역대 번주
1. 도자와 마사모리(戸沢政盛) 재위 1622년 ~ 1648년
2. 도자와 마사노부(戸沢正誠) 재위 1650년 ~ 1710년
3. 도자와 마사쓰네(戸沢正庸) 재위 1710년 ~ 1737년
4. 도자와 마사요시(戸沢正勝) 재위 1737년 ~ 1745년
5. 도자와 마사노부(戸沢正諶) 재위 1745년 ~ 1765년
6. 도자와 마사타다(戸沢正産) 재위 1765년 ~ 1780년
7. 도자와 마사스케(戸沢正良) 재위 1780년 ~ 1786년
8. 도자와 마사치카(戸沢正親) 재위 1786년 ~ 1796년
9. 도자와 마사쓰구(戸沢正胤) 재위 1796년 ~ 1840년
10. 도자와 마사요시(戸沢正令) 재위 1840년 ~ 1843년
11. 도자와 마사자네(戸沢正実) 재위 1843년 ~ 1871년